# Antoine Illouz
Antoine Illouz (né le 20 août 1959) est un trompettiste de jazz français.
Il est le fils de la compositrice française d'origine américaine, Betsy Jolas.

## Parcours musical
Premier prix de trompette au Conservatoire national supérieur de musique de Paris en 1981, Antoine Illouz est parti l’année suivante pour un an au Berklee College of Music (Boston) pour compléter sa formation dans le domaine des musiques « non classiques ». De retour à Paris, il s’intègrera par épisodes à de nombreuses formations dans des styles très divers : Eddy Louiss, l'Orchestre national de jazz (ONJ) avec Antoine Hervé, Laurent Cugny. Il jouera aussi avec Martial Solal, Salif Keita, Manu Dibango. Il a participé à l'émission « Nulle part ailleurs », et a joué avec l'Orchestre national de Barbès, tout en dirigeant, en concert et pour 5 albums sous son nom, sa propre formation. Il a par ailleurs effectué avec celle-ci plusieurs tournées internationales (Moyen-Orient, Chine, Indonésie, Afrique de l’Est, Amérique Latine).
Compositeur et arrangeur pour son groupe, il a également écrit pour l’image et récemment, pour l’exposition « XXIème Ciel, Mode in Japan », ainsi que pour le programme de Radio France « Alla Breve ».
Sa démarche musicale comporte de subtiles références à sa culture classique aussi bien qu’à son intérêt précoce pour le jazz, enrichis de l’expérience acquise au contact de musiciens d’origines très diverses.
Parmi ses influences, on peut relever celle du trompettiste américain Miles Davis.
Il a su aussi faire découvrir, et surtout apprécier, par sa mère, la musique de Gustav Mahler.